# Foto di noi
Foto di noi è un singolo del rapper italiano Dani Faiv, pubblicato il 11 maggio 2022 come quarto estratto dal quarto album in studio Faiv.

## Descrizione
Si tratta della quarta traccia del disco e ha visto la partecipazione vocale di Drast, membro degli Psicologi.

## Video musicale
Il video è stato reso disponibile il 18 maggio 2022 attraverso il canale YouTube del rapper.

## Tracce
1. Foto di noi (feat. Drast) – 3:13